# Streiflichtuntersuchung

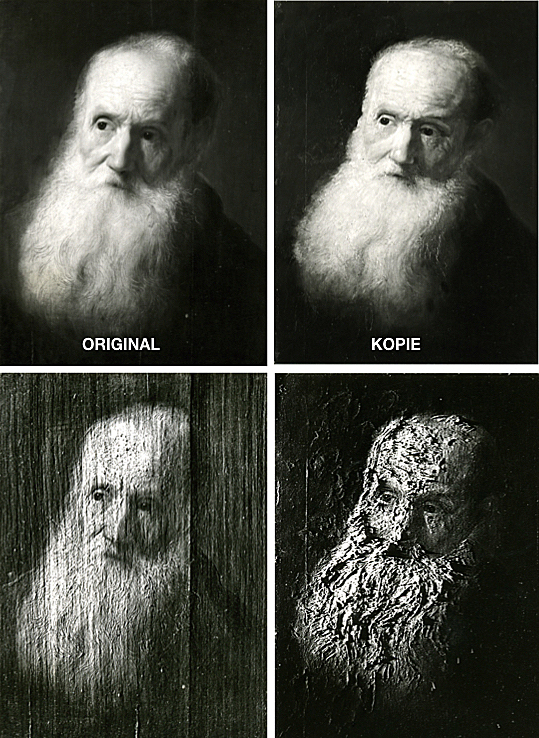
Die Kopie des Brustbild eines alten Mannes von Jan Lievens (1607–1674) ist erst im Streiflicht als moderne Kopie zu erkennen.

Die Streiflichtuntersuchung ist eine spezielle Form der Gemäldeuntersuchung. Dabei lässt der Untersuchende gebündelte Lichtstrahlen in flachem Winkel auf die Gemäldeoberfläche fallen oder beinah parallel darüber hinweg streifen. Je nach Einfallswinkel spricht man von einem leichten bis scharfen Streiflicht.
Bei der Streiflichtuntersuchung tritt das Höhenrelief der Bildoberfläche durch starke Schattenbildung deutlicher hervor und erlaubt dadurch Rückschlüsse zum Beispiel auf die Maltechnik oder nachträgliche Veränderungen eines Gemäldes.

## Entwicklung
Das Verfahren, Gemälde im Streiflicht zu untersuchen, wurde in den 1920er-Jahren von Fernando Perez, einem kunstinteressierten Mediziner entwickelt. Als Botschafter Argentiniens in Rom widmete er sich nebenbei dem Studium der Maltechnik, indem er wissenschaftliche Methoden der Medizin für die Gemäldeuntersuchung testete.
Die erste umfangreiche Streiflichtuntersuchung veröffentlicht, auf die Ergebnisse von Perez aufbauend, 1933 Marie-Louise de Gironde. Am Beispiel einiger venezianischer Bilder des 16. Jahrhunderts weist sie die Bedeutung dieser Untersuchungsform für die Kunstwissenschaft nach. Unter Magdeleine Hours wird dann im Laboratorium des Louvre in Paris die gesamte Skala der Möglichkeiten erarbeitet und veröffentlicht.
Im Grunde ist diese Methode ebenso alt wie die Gemäldeuntersuchung. Bis zur Erfindung beziehungsweise bis zur systematischen Anwendung der Röntgenstrahlen und später der Infrarotstrahlen für die Gemäldeflächenuntersuchung bot die Streiflichtuntersuchung die einzige Möglichkeit Formveränderungen in der Malerei (Pentimenti) und übermalte Gemälde nachzuweisen, ohne einen Eingriff am Bild vornehmen zu müssen. Unter günstigen Voraussetzungen lassen sich weiterhin mit dem Streiflicht stilkritische Untersuchungen, Untersuchungen zur Maltechnik und restauratorisch-konservatorische Untersuchungen durchführen.